# What's Cookin'?
Pour plus de détails, voir Fiche technique et Distribution.
What's Cookin'? est un film américain réalisé par Edward F. Cline, sorti en 1942.

## Synopsis
Le Theatrical Boarding House est un endroit où résident les jeunes artistes. Un groupe de ces jeunes tente de s’échapper après avoir découvert qu’ils ne sont pas en mesure de payer le loyer. Cependant, ils se font attraper par la propriétaire et le locataire Marvo le Grand est obligé de vendre ses vêtements pour payer le loyer. Ils se sont ensuite rendus au réseau de radio WECA pour rendre visite à la chanteuse Anne Payne. Anne est une ancienne membre de la pension qui travaille maintenant à la station de radio avec les sœurs Andrews et Woody Herman and His Orchestra. Lorsque Marvo discute plus tard avec Anne dans son appartement, sa riche voisine Sue Courtney se lance dans leur conversation et se demande si elle peut rejoindre le groupe.
Pendant ce temps, à la succession Courtney, l’oncle et la tante de Sue, J.P. et Agatha, rencontrent leur conseiller publicitaire Bob Riley. Elle se plaint que la station de radio ne joue que des chansons classiques. Sue propose de les aider en demandant à ses nouveaux amis de faire de la musique swing pour la station de radio. Ils le font et Bob remarque Anne, dont il tombe immédiatement amoureux. Pendant ce temps, Sue tombe amoureuse du jeune interprète Tommy.

## Fiche technique
- Titre : What's Cookin'?
- Réalisation : Edward F. Cline
- Scénario : Jerome Cady, Stanley Roberts et Haworth Bromley d'après une histoire d'Edgar Allan Woolf
- Photographie : Jerome Ash
- Montage : Arthur Hilton
- Société de production : Universal Pictures
- Pays d'origine : États-Unis
- Format : Noir et blanc - 1,37:1
- Date de sortie : 1942

## Distribution
- The Andrews Sisters : Elles-mêmes
- Jane Frazee : Anne Payne
- Robert Paige : Bob J. Riley
- Gloria Jean : Sue Courtney
- Leo Carrillo : Marvo the Great
- Charles Butterworth : J. P. Courtney
- Billie Burke : Agatha Courtney
- Grace McDonald (en) : Angela
- Donald O'Connor : Tommy
- Susan Levine : Tag-a-Long
- Peggy Ryan : Peggy
- Franklin Pangborn : Professeur Bistell
- Charles Lane : K. D. Reynolds
- Woody Herman : Lui-même